# Angaria nodosa
Angaria nodosa là một loài ốc biển, là động vật thân mềm chân bụng sống ở biển thuộc họ Angariidae.